# 13734 Buklad
13734 Buklad è un asteroide della fascia principale. Scoperto nel 1998, presenta un'orbita caratterizzata da un semiasse maggiore pari a 2,2142502 UA e da un'eccentricità di 0,1175723, inclinata di 3,72907° rispetto all'eclittica.